# Estación de Berrocal
Berrocal fue una estación de ferrocarril situada en el municipio español de Zalamea la Real, en la provincia de Huelva (Andalucía). El complejo ferroviario se encontraba ubicado junto al curso del río Tinto, limitando con el término municipal de Berrocal. Actualmente se encuentra en estado de ruina.

## Historia
Las instalaciones pertenecían al ferrocarril de Riotinto, estando situadas a 224,07 metros de altitud. La estación entró en servicio junto al resto de la línea férrea en 1875, disponiendo de un edificio de viajeros, de un muelle-almacén de mercancías y de hasta cinco vías para permitir el cruce de trenes mineros y labores de clasificación de los vagones. La línea fue clausurada al tráfico en 1984, siendo la de Berrocal una de las pocas estaciones que todavía se encontraban en servicio. En la actualidad las instalaciones se encuentran abandonadas y en mal estado de conservación.